# 陳思安 (歌手)
陳思安（1967年11月21日—，英文名：suann Chen），台南市新營區人，台語歌手。曾擔任過配音員、廣播節目主持、活動節目或晚會主持人、卡拉OK教唱老師、因參加模王大道模仿台語歌手江蕙維妙維俏開始走紅，有江蕙接班人之稱。父親為知名廣播主持人陳合山（良山兄）

## 簡歷
十三歲開始參加大小型歌唱比賽，並常獲得冠軍，之後擔任配音員、廣播員。進入歌壇之初曾發行兩張國語專輯，但乏人問津。後來改簽欣代唱片，灌錄大量家喻戶曉的國台語口水歌專輯，其中「餐廳小唱/酒廊情調」系列不但受到本土聽眾歡迎，更紅遍東南亞地區、中國大陸地區以及香港，當地大部分小規模的賣場都會看到思安主唱的伴唱帶。2000年代加入東聲唱片，並且出過許多專輯，雖然曾入圍金曲獎，可惜當時並未走紅。直到參加《超級模王大道》模仿江蕙、以及簽入豪記唱片之後，開始漸漸打出知名度而走紅。

## 音樂作品

### 專輯
| 年份       | 專輯名稱                   | 唱片公司 | 曲目 |
| ---------- | -------------------------- | -------- | --- |
| 1987年     | 《孩子別哭》               | 可登音樂 | 曲目 1. 孩子別哭 2. 不能不愛你 3. 回頭路 4. 難忘的初戀情人 5. 風淒淒意綿綿 6. 舞客 7. 我的心裡好難過 8. 往事難追憶 9. 酒拳歌 10. 孩子別哭(伴奏) |
| 1988年     | 《隨風而逝》               | 可登音樂 | 曲目 1. 那裡 2. 隨風而去 3. 沒有人知道 4. 什麼都不留 5. 新情 6. 多一點溫柔 7. 何必再心痛 8. 牽著我心靈的手 9. 愛之夢 10. 沒有看錯 |
| 1993年     | 《餐廳小唱 懷念國語金曲1》 | 欣代唱片 | 曲目 1. 第一個夢 2. 牽引 3. 何日君再來 4. 濛濛細雨憶當年 5. 海韻 6. 離情 7. 又是細雨 8. 匆匆 9. 初戀 10. 兒女情長 11. 海角天涯 12. 離情依依 13. 藍色的憂鬱 14. 滴滴眼淚都是愛 15. 苦酒滿杯 16. 煙雨斜陽                                                |
| 1993年     | 《餐廳小唱 懷念國語金曲2》 | 欣代唱片 | 曲目 1. 愛你一萬年 2. 欲走還留 3. 昨夜星辰 4. 當作沒有愛過我 5. 一封難回的信 6. 負心的人 7. 昨夜夢醒時 8. 夜夢 9. 愛苗 10. 恨你不回頭 11. 酒醉的探戈 12. 對你懷念特別多 13. 風凄凄意绵绵 14. 萍水相逢的人 15. 能不能留住你 16. 晚風                    |
| 1993年     | 《餐廳小唱 懷念國語金曲3》 | 欣代唱片 | 曲目 1. 楓林小橋 2. 祈禱 3. 失去節奏的探戈 4. 問彩虹 5. 雨中的回憶 6. 背影 7. 往事難追憶 8. 何日再吻君 9. 人兒不能留 10. 告訴你愛的時候 11. 你曾經愛過我 12. 誰能禁止我的愛 13. 不如歸去 14. 我怎麼哭了 15. 午夜夢迴時 16. 到底愛我不愛                |
| 1993年     | 《餐廳小唱 懷念國語金曲4》 | 欣代唱片 | 曲目 1. 唱首情歌給誰聽 2. 愛你愛在心坎裡 3. 愛你在心口難開 4. 海誓山盟 5. 一曲情未了 6. 真情 7. 我怎能離開你 8. 冬戀 9. 說聲對不起 10. 我沒有騙你 11. 一簾幽夢 12. 楓紅層層 13. 人約黃昏後 14. 巧合 15. 雲河 16. 奈何                                  |
| 1993年     | 《餐廳小唱 懷念國語金曲5》 | 欣代唱片 | 曲目 1. 你怎麼說 2. 又是黃昏 3. 往事只能回味 4. 誓言 5. 月朦朧鳥朦朧 6. 情到濃時反為薄 7. 小城故事 8. 難忘的初戀情人 9. 意難忘 10. 明日天涯 11. 好好愛我 12. 梅蘭梅蘭我愛你 13. 榕樹下 14. 葡萄成熟時 15. 心聲淚痕 16. 流水年華                        |
| 1993年     | 《餐廳小唱 懷念國語金曲6》 | 欣代唱片 | 曲目 1. 夕陽伴我歸 2. 我在你左右 3. 伊人何處 4. 有真情有活力 5. 我的一顆心 6. 情人的黃襯衫 7. 只要你記得 8. 情人的眼淚 9. 懷念 10. 夢難留 11. 煙水寒 12. 小丑 13. 千言萬語 14. 你最無情 15. 愛的禮物 16. 我的心裡沒有他                                |
| 1993年     | 《餐廳小唱 懷念國語金曲7》 | 欣代唱片 | 曲目 1. 黃昏街頭(紅睡蓮) 2. 中國之夜 3. 一顆情淚 4. 淡淡情愁 5. 綠島小夜曲 6. 相見不如懷念 7. 愛在夕陽下 8. 兩相依 9. 深情難捨 10. 珊瑚戀 11. 晚風 12. 午夜香吻 13. 你懂不懂 14. 因為我愛你                                                            |
| 1993年     | 《餐廳小唱 懷念國語金曲8》 | 欣代唱片 | 曲目 1. 留戀 2. 為什麼要流淚 3. 原諒我吧心上人 4. 含淚的分手 5. 淚的小花 6. 多少柔情多少淚 7. 幾度花落時 8. 淚灑愛河橋 9. 三年 10. 幾時再回頭 11. 倩影 12. 母親你在何方 13. 庭院深深 14. 想你想斷腸                                                    |
| 1993年     | 《餐廳小唱 懷念台語金曲1》 | 欣代唱片 | 曲目 1. 憶無情 2. 爸爸是行船人 3. 孤女願望 4. 快樂的出帆 5. 人道 6. 霧夜的燈塔 7. 港町十三番地 8. 憶戀思景 9. 黃昏城 10. 漂浪之女 11. 流浪之歌 12. 白色的愛 13. 委曲的愛 14. 拜託月亮找頭路                                                            |
| 1993年     | 《餐廳小唱 懷念台語金曲2》 | 欣代唱片 | 曲目 1. 廣東花 2. 夢遊仙公廟 3. 台北迎城隍 4. 內山姑娘要出嫁 5. 碎心戀 6. 思慕的人 7. 溫泉鄉的吉他 8. 可憐戀花再會吧 9. 五月花 10. 什麼號作愛 11. 落葉時雨 12. 難忘的鳳凰橋 13. 放浪人生 14. 為何不是我                                                |
| 1993年     | 《餐廳小唱 懷念台語金曲3》 | 欣代唱片 | 曲目 1. 我是行船人 2. 懷春曲 3. 父子流浪三千里 4. 妻在何處 5. 慈母淚痕 6. 父子流浪 7. 媽媽歌星 8. 浪子走天涯 9. 黃昏的故鄉 10. 酒場悲戀影 11. 無緣做鴛鴦 12. 給我吻一個 13. 酒樓小夜曲 14. 醉歌                                                        |
| 1993年     | 《餐廳小唱 懷念台語金曲4》 | 欣代唱片 | 曲目 1. 快樂的馬車 2. 阮的故鄉南都 3. 惜別夜港邊 4. 送君情淚 5. 水車姑娘 6. 男性本是漂泊的心情 7. 天劍女王(船頭可愛) 8. 夜港邊 9. 新娘悲歌 10. 黃昏嶺 11. 後街人生 12. 湯島白梅 13. 新娘情淚 14. 無緣的酒杯                                            |
| 1993年     | 《餐廳小唱 懷念台語金曲5》 | 欣代唱片 | 曲目 1. 鄉村小姑娘 2. 從船上來的男兒 3. 錢什路用 4. 港口情歌 5. 港邊送別 6. 我有一句話 7. 南國的賣花姑娘 8. 月夜的小路 9. 香港戀情 10. 看破愛別人 11. 男性的苦戀 12. 思鄉 13. 晚春                                                                     |
| 1993年     | 《餐廳小唱 懷念台語金曲6》 | 欣代唱片 | 曲目 1. 港邊乾杯 2. 思念故鄉的情人 3. 煙酒歌 4. 人客的要求 5. 生活苦 6. 荒城之月 7. 基隆山之戀 8. 青色山脈 9. 愛與恨 10. 第二個故鄉 11. 幸子 12. 想著彼個人 13. 等你來求愛                                                                             |
| 1990年代   | 《立體演唱會1》            | 欣代唱片 | 曲目 1. 酒樓小夜曲 2. 愛情恰恰 3. 相逢後壁溝 4. 懷念的人 5. 無聊的愛情 6. 醉歌 7. 風塵淚 8. 攏是為著你啦 9. 新娘淚 10. 無言的酒杯 11. 總是為著你 12. 戀戀戀                                                                                            |
| 1990年代   | 《立體演唱會2》            | 欣代唱片 | 曲目 1. 一生情伴 2. 是你傷我的心 3. 六月風颱七月水災 4. 心掛意無路用 5. 尚介關心你 6. 相逢是離別的開始 7. 天下一定是咱的 8. 往事甭提起 9. 相思未了情 10. 愛敢著講理由 11. 天涯流星淚 12. 彼支小雨傘                                                    |
| 1990年代   | 《立體演唱會3》            | 欣代唱片 | 曲目 1. 情債 2. 成功一定是咱的 3. 人 4. 絕情雨 5. 我是好男兒 6. 昨夜的星昨夜的風 7. 委曲的愛 8. 振作 9. 紅燈美人 10. 心痛 11. 愛人！緊回頭 12. 黃昏相思曲                                                                                              |
| 2003年12月 | 《我不是江蕙》             | 東聲唱片 | 曲目 1. 再會啦!心愛的人 2. 滴滴答答的落雨聲 3. 聽我的歌 4. 茫茫的月 5. 繁華夜都市 6. 怎樣會堪 7. 往事就是我的安慰 8. 愛到才知痛 9. 認份 10. 今仔日 11. 等你倒返來 12. 爽到你艱苦到我                                                                   |
| 2004年4月  | 《乾杯》                   | 東聲唱片 | 曲目 1. 乾杯 2. 星星知我心 3. 放蕩的人生 4. 飄浪的愛情 5. 雨水我問你 6. 愛的播音員 7. 愛著你 8. 難過情關 9. 陪你講歸暝 10. 難忘的愛人 11. 乾杯(Kala) 12. 放蕩的人生(Kala)                                                                              |
| 2004年4月  | 《唱翻天１》               | 東聲唱片 | 曲目 1. 家後 2. 悲戀的公路 3. 請你聽我講 4. 傷心的你 5. 捶心肝 6. 醉英雄 7. 癡情台西港 8. 我的愛 9. 可恨的愛人 10. 飽擱醉 11. 請你聽我講(伴奏) 12. 醉英雄(伴奏)                                                                                        |
| 2005年4月  | 《我無醉》                 | 東聲唱片 | 曲目 1. 我無醉 2. 悲情的Sakura 3. 甜蜜的情歌 4. 感情黑白話 5. 望郎君 6. 姐妹情 7. 聽人在風聲 8. 面紅紅 9. 超級賣 10. 醉歸晚 11. 一生癡情有幾擺 12. 我無醉(伴奏) 13. 悲情的Sakura(伴奏) 14. 甜蜜的情歌(伴奏)                                            |
| 2006年4月  | 《英雄不驚出身低》         | 東聲唱片 | 曲目 1. 為你活落去 2. 英雄不驚出身低 3. 前世今生 4. 燒酒飲落去 5. 亂情歌 6. 歡喜等甘願愛 7. 重逢的時陣 8. 癡情女 9. 沒問題 10. 無情海 11. 英雄不驚山身低+為你活落去                                                                                    |
| 2007年3月  | 《體會》                   | 東聲唱片 | 曲目 1. 體會 2. 愛的膨紗衫 3. 擱再愛的勇氣 4. 庄腳俗 5. 愛情真美麗 6. 無你的冬天 7. 夜色 8. 無愛卡快活 9. 生命之歌 10. 心內的感謝 11. 體會(KALA) 12. 愛的膨紗衫(KALA) 13. 擱再愛的勇氣(KALA)                                                           |
| 2007年11月 | 《無緣的人》               | 東聲唱片 | 曲目 1. 無緣的人 2. 無情是你不是我 3. 愛情愛情 4. 對你的記治 5. 愛情一場夢 6. 一個人的落雨暝 7. SABISI 8. 舊照片 9. 抹堪 10. 沒關係 |
| 2009年4月  | 《祝福你甲伊》             | 東聲唱片 | 曲目 1. 祝福你甲伊(新歌) 2. 心所愛的你(新歌) 3. 真美麗(新歌) 4. 有愛無愛攏是痛(新歌) 5. 無路用是我不敢(新歌) 6. 滴滴答答的落雨聲 7. 甜蜜的情歌 8. 乾杯 9. 怎樣會堪 10. 我無醉 11. 英雄不驚出身低 12. 亂情歌 13. 前世今生 14. 放蕩的人生 15. 感情黑白話 |
| 2010年4月  | 《老伴》                   | 東聲唱片 | 曲目 1. 老伴 2. 愛過彼個人 3. 感恩 4. 愛人在哪裡 5. 無緣的手戒 6. 青春十八 7. 思念的風吹 8. 最後的情歌 9. 買醉 10. 目屎或是雨 |
| 2011年7月  | 《天燈啊》                 | 豪記唱片 | 曲目 1. 天燈啊 2. 牽掛(&蔡小虎) 3. 思戀著你 4. 播音員 (&良山兄) 5. 借愛(&陳隨意) 6. 夜花 7. 乎我啦 8. 請你緊放手 9. 無情的罪名 10. 命運天註定 |
| 2012年7月  | 《今生的愛》               | 豪記唱片 | 曲目 1. Ok-No 2. 今生的愛(&蔡義德) 3. 愈飲心愈凝 4. 心已經碎 5. 看鬧熱 6. 今生的伴(&陳隨意) 7. 愛人仔恰恰 8. 再愛一次(&羅時豐) 9. 故鄉的愛(&蔡義德) 10. 問韓信                                                                                         |
| 2013年10月 | 《心裡話》                 | 豪記唱片 | 曲目 1. 愛呀哎呀 2. 心裡話 3. 要愛有情人 4. 雪花飛 5. 惜花 6. 蠟燭點抹著 7. 失戀來跳探戈 8. 離開的彼一暝(&羅時豐) 9. 秋天 10. 歡喜才通醉 |
| 2014年10月 | 《女人青春夢》             | 豪記唱片 | 曲目 1. 苦旦 2. 女人青春夢(&方寧) 3. 小琉球戀曲 4. 撿破爛 5. 冷被單 6. 憨人的代價 7. 真心真意(& 翁立友) 8. 為君愁 9. 你你你 10. 風塵 |
| 2015年10月 | 《安平之戀》               | 豪記唱片 | 曲目 1. 是雨亦是淚 2. 安平之戀 3. 櫻花 4. 溫暖的心 5. 遊台灣 6. 薄情郎 7. 因為我愛你 8. 為你等待 9. 兩字愛情 10. 寄袂出的批信 |
| 2016年10月 | 《借問愛情》               | 豪記唱片 | 曲目 1. 水水姑娘 2. 借問愛情 3. 傷心情歌 4. 勾啊勾手指 5. 多情子 6. 桂花香 7. 愛情小路 8. 戒指 |
| 2017年10月 | 《女人的眼淚》             | 豪記唱片 | 曲目 1. 女人的眼淚（華視八點檔 春風愛河邊片頭曲） 2. 一支番仔火 3. 愛恨綿綿 4. 癡情無路用 5. 寂寞的酒 6. 枕頭香 7. 傷心的溫柔 8. 寂寞情歌 |
| 2018年9月  | 《情路過站》               | 豪記唱片 | 曲目 1. 重逢的車站 2. 情路過站（三立八點檔 金家好媳婦片尾曲） 3. 冤家變親家(& 陳隨意) 4. 呼伊害啊 5. 三年的感情 6. 為愛向前行 7. 不要再愛你 |
| 2019年9月  | 《逢場作戲》               | 豪記唱片 | 曲目 1. 今夜為你醉 2. 逢場作戲 3. 找無退路 4. 移情別戀 5. 牡丹 6. 你要有良心 7. 飄浪千里遠 8. 落著西北雨 |
| 2020年10月 | 《酒女夢》                 | 豪記唱片 | 曲目 1. 酒女夢（三立八點檔 天之驕女片頭曲） 2. 玫瑰心浪子情(& 吳俊宏) 3. 新雨夜花 4. 雙面為難 5. 為你等候 6. 美人關 7. 思君回航 8. 一句再會 |
| 2021年11月 | 《惜別情話》               | 豪記唱片 | 曲目 1. 女人的驕傲 2. 惜別情話(& 劉信明)（三立八點檔 天之驕女片頭曲） 3. 作夢人生(& 劉信明) 4. 三分緣七分命 5. 愛你甘有過份 6. 深情3800日 7. 南都半邊花 8. 一首愛的歌                                                                                  |
| 2022年12月 | 《斷腸淚》                 | 豪記唱片 | 曲目 1. 阮的愛人哪 2. 斷腸淚（三立八點檔 一家團圓片尾曲） 3. 勉強的愛 4. 傷心班車 5. 糾想你 6. 傷透透 7. 請你放我煞 8. 不願叫出的名 |
| 2023年10月 | 《空港惜別》               | 豪記唱片 | 曲目 1. 港都癡情花 2. 空港惜別(& 劉信明)（三立八點檔 天道片尾曲） 3. 欠你的感情 4. 姻緣你甲我 5. 白頭偕老 6. 夜霧月台邊 7. 軟心的愛 8. 心肝袂凍收回 |
| 2024年10月 | 《今後怎樣活》             | 豪記唱片 | 曲目 1. 歡喜甘願 2. 今後怎樣活(& 劉信明)（三立八點檔 願望片尾曲） 3. 知人知面歹知心 4. 相逢三重埔 5. 千斤石 6. 不願為情空思戀 7. 藏相思 8. 永遠感謝你                                                                                                  |

## 金曲獎
| 年份   | 金曲獎       | 獎項                   | 專輯名稱 | 唱片公司 | 結果 |
| ------ | ------------ | ---------------------- | -------- | -------- | ---- |
| 2008年 | 第19屆金曲獎 | 最佳方言歌曲女演唱人獎 | 《體會》 | 東聲唱片 | 提名 |